# Croix à Haut-Corlay
La croix est située à Haut-Corlay en France.

## Localisation
La croix est située sur le territoire de la commune de Haut-Corlay, route de Quentin, dans le département des Côtes-d'Armor en région Bretagne.

## Historique
La croix est inscrite au titre des monuments historiques par arrêté du 22 mars 1930.